# Hiệp hội Than Thế giới
Hiệp hội Than Thế giới, viết tắt tiếng Anh là WCA (World Coal Association) là tổ chức quốc tế phi lợi nhuận phi chính phủ tập hợp các tổ chức và cá nhân hoạt động trong lĩnh vực công nghiệp khai thác và thương mại than.
Hiệp hội có trụ sở tại Luân Đôn, Vương quốc Anh. Hiệp hội được tạo ra để đại diện cho ngành than toàn cầu. Hiệp hội trước đây được gọi là Viện Than Thế giới (WCI, World Coal Institute) nhưng đã đổi tên vào tháng 11 năm 2010. WCA đảm nhận việc vận động hành lang, tổ chức hội thảo và cung cấp thông tin than cho các nhà hoạch định chính sách năng lượng và môi trường quốc tế, và thảo luận nghiên cứu, cũng như cung cấp thông tin cho công chúng và các tổ chức giáo dục nói chung về lợi ích và các vấn đề xung quanh việc sử dụng than. WCA cũng thúc đẩy các công nghệ than sạch.

## Hoạt động
WCA đã tham gia các hội thảo, ban làm việc và các diễn đàn của Liên Hợp Quốc và Cơ quan Năng lượng Quốc tế (IEA), trong đó có Ủy ban Liên Hợp Quốc về Phát triển Bền vững (UN Commission on Sustainable Development) , Công ước khung của Liên Hợp Quốc về Biến đổi Khí hậu (UN Framework Convention on Climate Change), các Ban Công tác IEA về Nhiên liệu Hóa thạch và Hội đồng tư vấn ngành than IEA. Đây cũng là một phần của Diễn đàn Lãnh đạo Cô lập Carbon (Carbon Sequestration Leadership Forum).
WCA cũng là đồng tác giả của báo cáo về tương lai của than tại các quốc gia ASEAN.